# Elkalyce australis
Elkalyce australis är en fjärilsart som beskrevs av Couchman 1962. Elkalyce australis ingår i släktet Elkalyce och familjen juvelvingar. Inga underarter finns listade i Catalogue of Life.